# Abell 262
Abell 262 è un ammasso di galassie nella costellazione di Andromeda al confine con la costellazione del Triangolo. Fa parte del Superammasso di Perseo-Pesci. È situato a circa 200 milioni di anni luce dalla Terra.
È un ammasso discretamente ricco di galassie, se ne contano poco più di 100, appartendendo pertanto al gruppo 2 secondo la classificazione di Abell. Sono presenti un elevato numero di galassie spirali, mentre al centro è presente una galassia dominante ellittica, la NGC 708. Altre galassie centrali significative sono NGC 703, NGC 704 e NGC 705, mentre in sede periferica troviamo un grande e luminosa galassia ellittica NGC 759.

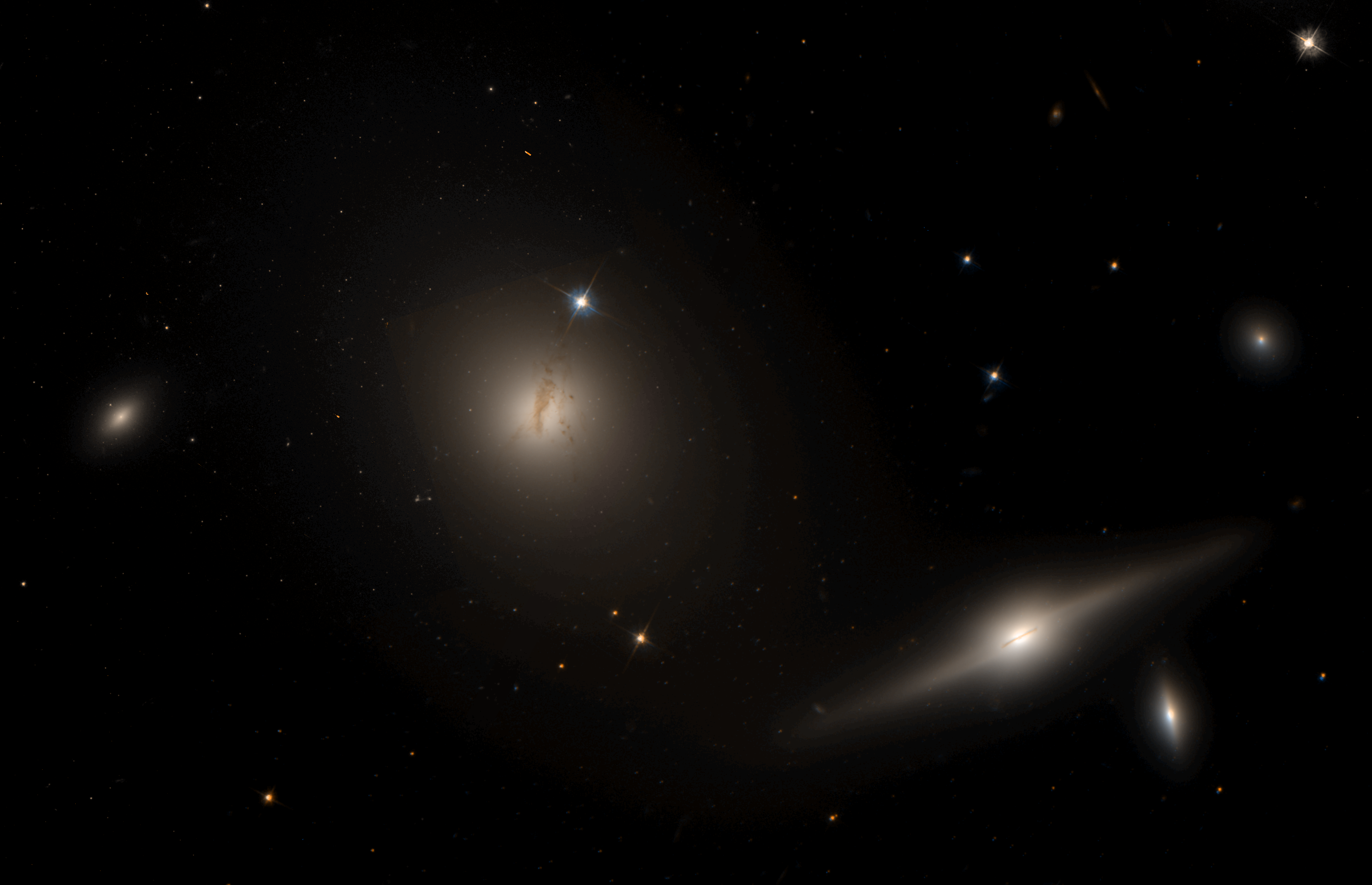
NGC 708 (a sinistra) e NGC 705 (a destra) viste dal Telescopio spaziale Hubble.

## Componenti principali dell'ammasso
La tabella di seguito elenca alcune delle galassie più importanti di Abell 262.
| Nome    | R.A.          | DEC          | Magnitudine apparente | Diametro angolare | Altre denominazioni                                           |
| ------- | ------------- | ------------ | --------------------- | ----------------- | ------------------------------------------------------------- |
| NGC 700 | 01h 52m 16.8s | +36° 02′ 12″ | 14,6                  | 0′,8 × 0′,7       | PGC 6928, CGCG 522-3                                          |
| NGC 703 | 01h 52m 39.6s | +36° 10′ 20″ | 13,3                  | 0′,9 × 0′,7       | UGC 1346, PGC 6957, MCG +6-5-29, CGCG 522-37                  |
| NGC 704 | 01h 52m 37.7s | +36° 07′ 37″ | 13,0                  | 0′,6 × 0′,4       | UGC 1343, PGC 6953, MCG +6-5-28, CGCG 522-34, V Zw 134        |
| NGC 705 | 01h 52m 41.6s | +36° 08′ 40″ | 13,7                  | 1′,2 × 0′,3       | UGC 1345, PGC 6958, MCG +6-5-30, CGCG 522-36, VI Zw 90        |
| NGC 708 | 01h 52m 46.4s | +36° 09′ 08″ | 11,9                  | 3′,0 × 2′,5       | UGC 1348, PGC 6962, MCG +6-5-31, CGCG 522-39                  |
| NGC 709 | 01h 52m 50.6s | +36° 13′ 23″ | 14,2                  | 1′,0 × 0′,5       | PGC 6969, CGCG 522-40                                         |
| NGC 710 | 01h 52m 54.0s | +36° 03′ 12″ | 13,5                  | 1′,3 × 1′,2       | UGC 1349, PGC 6972, MCG +6-5-33, CGCG 522-41, IRAS 01499+3548 |
| NGC 759 | 01h 57m 50.3s | +36° 20′ 35″ | 12,8                  | 1′,4 × 1′,4       | UGC 1440, PGC 7397, MCG +6-5-67, CGCG 522-87, IRAS 01548+3605 |